# Commissariato del popolo per l'istruzione
Il Commissariato del popolo per l'istruzione della RSFS Russa, abbreviato in Narkompros (in russo Народный комиссариат просвещения, Наркомпрос?, Narodnyj komissariat prosveščenija) fu l'organo governativo della Russia sovietica competente nell'ambito dell'educazione pubblica e della cultura, attivo dal 1917 al 1946 e facente riferimento al Consiglio dei commissari del popolo della RSFSR.

## Storia
Il Narkompros fu istituito nel 1917, all'indomani della Rivoluzione d'ottobre, con la costituzione del Consiglio dei commissari del popolo. Fu guidato fino al 1929 da Anatolij Lunačarskij. Sotto il controllo del commissariato rientravano le istituzioni scolastiche di ogni ordine e grado, gli istituti scientifici e di ricerca, i musei, le biblioteche, le realtà operanti negli ambiti artistici, nella letteratura, nella musica, nel teatro e, fino al 1929, nel cinema.
Nel 1946, con lo scioglimento del Consiglio dei commissari del popolo a livello centrale e a livello repubblicano e la costituzione dei rispettivi Consigli dei ministri, il Narkompros fu riorganizzato in Ministero dell'istruzione della RSFS Russa.

## Commissari del popolo
- Anatolij Lunačarskij (1917-1929)[2]
- Andrej Bubnov (1929-1937)
- Pëtr Tjurkin (1937-1940)
- Vladimir Potëmkin (1940-1946)